# Halenia venezuelensis
Halenia venezuelensis är en gentianaväxtart som beskrevs av C. K. Allen. Halenia venezuelensis ingår i släktet Halenia och familjen gentianaväxter. Inga underarter finns listade i Catalogue of Life.